# NGC 4316
NGC 4316 é uma galáxia espiral (Sc) localizada na direcção da constelação de Virgo. Possui uma declinação de +09° 19' 57" e uma ascensão recta de 12 horas, 22 minutos e 42,1 segundos.
A galáxia NGC 4316 foi descoberta em 17 de Março de 1882 por Ernst Wilhelm Leberecht Tempel.